# 青木雄大
青木 雄大（あおき ゆうだい）は、長崎国際テレビのアナウンサー。

## 人物
富山県出身。國學院大學在学中からベースボール・チャレンジ・リーグの神奈川フューチャードリームス・アジアリーグアイスホッケー所属の横浜GRITSのスタジアムDJをはじめとするスポーツイベントのMCを務めた。
2021年途中からNIBにアナウンサーとして入社。

## 担当番組
現在
- スポーツ中継